# Charles Borah
Charles Borah   (Fairfield, 11 de novembre de 1906 - Phoenix, 4 de novembre de 1980) va ser un atleta estatunidenc, especialista en curses de velocitat, que va competir durant la dècada de 1920.
El 1928 va prendre part en els Jocs Olímpics d'Amsterdam, on va disputar dues proves del programa d'atletisme. Guanyà la medalla d'or en la competició dels 4x100 metres relleus, formant equip amb Frank Wykoff, Jimmy Quinn i Henry Russell, mentre en els 200 metres quedà eliminat en sèries.
Borah guanyà els campionats de l'AAU de 100 iardes de 1926, 220 iardes de 1927 i 200 metres el 1928. Com a estudiant de la University of Southern California guanyà el campionat de l'IC4A de 100 i 220 iardes el 1927. Igualà el rècord del món de 100 iardes de Charley Paddock de 9.6" en dues ocasions, el 1926 i 1927.

## Millors marques
- 100 metres llisos. 10.7" (1928)
- 200 metres llisos. 21.3" (1928)
- 4x100 metres relleus. 41.0" (1928)[1][2]